# Aspiromitus khandalensis
Aspiromitus khandalensis là một loài rêu trong họ Anthocerotaceae. Loài này được Apte & Sane mô tả khoa học đầu tiên năm 1942. Danh pháp khoa học của loài này chưa được làm sáng tỏ. 